# Universiade d'hiver de 1981
Navigation
Édition précédente Édition suivante
L'Universiade d'hiver 1981 est la 10e édition des Universiades d'hiver. Elle se déroule à Jaca en Espagne, du 25 février au 4 mars 1981.

## Tableau des médailles
| Rang | Nation           | Or | Argent | Bronze | Total |
| ---- | ---------------- | -- | ------ | ------ | ----- |
| 1    | Union soviétique | 8  | 6      | 4      | 18    |
| 2    | Tchécoslovaquie  | 4  | 4      | 2      | 10    |
| 3    | Italie           | 2  | 2      | 5      | 9     |
| 4    | France           | 2  | 1      | 2      | 5     |
| 5    | Bulgarie         | 2  | 0      | 1      | 3     |
| 6    | Canada           | 1  | 0      | 0      | 1     |
| 7    | Finlande         | 0  | 2      | 2      | 4     |
| 8    | Japon            | 0  | 2      | 2      | 4     |
| 9    | Yougoslavie      | 0  | 2      | 0      | 2     |
| 10   | États-Unis       | 0  | 0      | 1      | 1     |